# Thomas Bjørn
Thomas Bjørn (Silkeborg, 18 febbraio 1971) è un golfista danese, attualmente gioca nel PGA European tour ed è il presidente del comitato dei giocatori dell'European tour.
È un giocatore conosciuto per la sua grande precisione dal fairway con i ferri e i wedge.
Nel dicembre 2013 ha vinto il Nedbank Golf Challenge, il torneo riservato ai vincitori dell'anno precedente sullo European tour.